# Isola di Torre Avalos
Isola di Torre Avalos è un'isola dell'Italia sita nel mar Ionio, in Sicilia.
Amministrativamente appartiene ad Augusta, comune italiano della provincia di Siracusa.
Il toponimo deriva dall'omonima torre fatta costruire nel 1570 dal viceré don Francisco Fernandez Avalos de Aquino, che occupa l'intera superficie dell'isolotto.